# AMIAYA
AMIAYA(아미아야, 1988년 11월 8일 ~ )는 일본의 쌍둥이 모델, 음악 듀오이다. 아야(AYA)와 아미(AMI)로 이루어졌으며 오롱샤에 소속이다.

## 소개
1988년 11월 8일, 일본 시즈오카현 하마마쓰시에서 회사원인 부모님에게서 쌍둥이 자매로 태어났다. 5살 어린 여동생과 9살 어린 남동생이 있다. 초등학교 6학년 때부터 예능 스쿨에서 레슨을 받았으며, 패션쇼 등 무대에도 올랐다.2004년 봄, 고등학교 입학을 앞두고 오디션을 받으러 가 도쿄의 타케시타에 스카우트되었다. 입학 1주 후 자퇴를 하고 도쿄로 가, 잡지 「mina」에 독자 모델을 시작으로 본격적인 모델 활동을 시작했다.
모델 활동 외에도 "AMIAYA"라는 이름으로 음악 활동도 하고 있으며, 패션 브랜드 "jouetie"도 운영 중이다.

### 2012년
- 7월 11일 - DREAMER＇S DREAM
- 12월 13일(쌍둥이의 날) - 「PLAY THAT MUSIC」일본을 제외한 세계 153개국에 발표
- TOKYO BRANDNEW GIRLS(TV 도쿄TX계 매주 일요일 24:35)엔딩 테마
- ★「반당 디자인」이미지 모델
- ★ 콘택트 렌즈 「엔젤 칼라」이미지 모델

## 출연

### 텔레비전
- 있을 수 있어 거치지 않는∞세계(TV 도쿄)
- 오다이바 코메디 길(CX)
- 도쿄 예쁜★TV(NHK)
- 쿨코레(MXTV)
- 독모TV(2010년 1월 8일보다 매주금요일,MXTV) 고정출연
- 테이크 미 아웃(2010년 1월 7일,TBS텔레비전)

### 드라마
- GTO (2012년 드라마)(2012년 7월 31일, 후지TV) 신리자·신카미코 역

### 광고
- 세가「야7」

### 이벤트
- 도쿄 걸즈 콜렉션(2010년)
- HARAJUKU STYLE COLLECTION　09
- KOBE COLLECTION 2009 AUTUMN/WINTER

### 2012년
- 10월 6일 - LAFORET FASHION WEEK'12(라포레 하라쥬쿠)
- 10월 7일 - FM802「Noz Beauty Collection」(도지마 리버 포럼)
- 11월 8일 - roomsLINK TAIPEI 컨벤션 (타이베이·화산1914창의 문화소노구)
- AMIAYA LIVE 패션 이벤트 rooms LINK TAIPEI Reception ※2회공연
- 11월 9일 - H Real harajuku real collection ※모델 출연
- 12월 8일 - Big Mountain Music Festival 4( 타이·카오야이 국립공원)

### 잡지
- 「ViVi」
- 「Zipper」
- 「SEDA」히노데 출판
- 「mina」주부의 벗사
- 「non-no」슈에이샤
- 「PS」쇼우갓칸
- 「nadesico」인포메이션 레스트
- 「zipper」 별책독모책
- 「독모촬」고단샤